# ライフ・イットセルフ 未来に続く物語
『ライフ・イットセルフ 未来に続く物語』（ライフイットセルフ みらいにつづくものがたり、Life Itself）は2018年のアメリカ合衆国のドラマ映画。監督はダン・フォーゲルマン、出演はオスカー・アイザックとオリヴィア・ワイルドなど。
ある事故を通して世代も国籍も異なる2つの家族の運命が交差し、過酷な試練にさらされる人々の物語をボブ・ディランの曲に乗せて描いている。
日本語字幕は桜井裕子。

## ストーリー
ニューヨークに暮らすウィルとアビーは大学時代に知り合い、そのまま結婚に至り、ついには子供を授かることとなったが、凄惨な交通事故に遭遇してしまう。本作はそんな2人が様々な人々との出会いを通して、人生の奥深さを学んでいく姿を描き出した作品であり、人生賛歌でもある。

## キャスト
- ウィル・デンプシー: オスカー・アイザック - 脚本家。
- アビー・デンプシー: オリヴィア・ワイルド - ウィルの妻。妊娠中。
- アーウィン・デンプシー: マンディ・パティンキン - ウィルの父。
- リンダ・デンプシー: ジーン・スマート - ウィルの母。
- ディラン・デンプシー: オリヴィア・クック - ウィルとアビーの娘。
- ハビエル・ゴンザレス: セルヒオ・ペリス＝メンチェータ（英語版） - オリーブ園で働く労働者。
- イザベル・ディアス: ライア・コスタ（英語版） - ウエイトレス。ハビエルの妻に。
- ロドリゴ・ゴンザレス・ディアス: アレックス・モナー（英語版） - ハビエルとイザベルの息子。
- ケイト・モリス医師: アネット・ベニング - ウィルのセラピスト。
- ヴィンセント・サチョーネ: アントニオ・バンデラス - ハビエルの雇い主。
- エレーナ・デンプシー＝ゴンザレス: ロレンツァ・イッツォ - ロドリゴとディランの娘。
- サミュエル・L・ジャクソン: 本人

## 製作
2016年8月、フィルムネイション・エンターテインメントはダン・フォーゲルマンの脚本『Life Itself』の映画化権を獲得したと発表した。フォーゲルマンの脚本は2016年のブラックリスト入りを果たした。11月、オスカー・アイザックが本作に出演するとの報道があった。2017年1月、オリヴィア・ワイルド、オリヴィア・クック、アントニオ・バンデラス、サミュエル・L・ジャクソン、ライア・コスタの出演が決まった。3月、アネット・ベニング、マンディ・パティンキン、アレックス・モナーがキャスト入りした。
本作の主要撮影は2017年3月13日にニューヨークで始まり、5月にはスペインに移って撮影が続いた。

## 公開・興行収入
アマゾン・スタジオズ、ユニバーサル・ピクチャーズ、パラマウント映画が本作の配給権獲得をめぐって熾烈な争いを繰り広げたが、2017年12月、1000万ドル強のオファーを出したアマゾン・スタジオズが本作の全米配給権を獲得した。2018年9月8日、本作は第43回トロント国際映画祭でプレミア上映された。
本作は『ルイスと不思議の時計』、『華氏119』、『アサシネーション・ネーション』と同じ週に封切られ、公開初週末に520万ドル前後を稼ぎ出すと予想されていたが、実際の数字はそれを大幅に下回るものとなった。2018年9月21日、本作は全米2609館で公開され、公開初週末に212万ドルを稼ぎ出し、週末興行収入ランキング初登場11位となった。この数字は2500館以上の規模で公開された作品としてはワースト2位の数字であった（インフレ調整なしの場合）。

## 評価
本作は批評家から酷評されている。映画批評集積サイトのRotten Tomatoesには152件のレビューがあり、批評家支持率は13%、平均点は10点満点で3.8点となっている。サイト側による批評家の見解の要約は「胸焼けがするメロドラマであり、何かを語ろうとすればするほど、何も語れていない。『ライフ・イットセルフ 未来に続く物語』はダン・フォーゲルマン監督の才能がテレビドラマに最も適していることを示唆している。」となっている。また、Metacriticには39件のレビューがあり、高評価は1件、賛否混在は8件、低評価は30件、加重平均値は21/100となっている。なお、本作のCinemaScoreはB+となっている。
インディワイアのケイト・アーブランドは本作にD評価を下し、「『ライフ・イットセルフ 未来に続く物語』は観客を心底馬鹿にしている。もしも観客に知性があった場合、彼らは一切感動できないだろう。登場人物の一挙手一投足を逐一丁寧に説明しないとストーリーを理解できない人間向けに製作された映画である。」と評している。
なお、本作の酷評に対して、フォーゲルマン監督は「映画批評家の世界は白人男性が圧倒的に多い社会である。彼らが情感豊かなドラマを好まないことが『批評家から総スカン』という事態を生み出した」という主旨の反論をしているが、女性や非白人男性の批評家の中にも本作を酷評している者が相当数いる。